# 우리 아빠 야호
《우리 아빠 야호》(영어: Parenthood)는 1989년 개봉한 미국의 가족 코미디 드라마 영화이다. 론 하워드가 연출하고, 스티브 마틴, 메리 스틴버전, 다이앤 위스트, 제이슨 로바즈, 릭 머래니스, 톰 훌스, 마사 플림프턴, 키아누 리브스 등이 출연하였다. 
1990년 제62회 아카데미상에서 여우조연상(다이앤 위스트)과 주제가상(랜디 뉴먼) 후보에 올랐으며, 제47회 골든 글로브상에서 뮤지컬·코미디 영화 부문 남우주연상(스티브 마틴), 뮤지컬·코미디 영화 부문 여우조연상(다이앤 위스트), 영화 주제가상(랜디 뉴먼) 후보에 지명되었다. 랜디 뉴먼은 제32회 그래미상 영화·텔레비전 주제가상 후보에도 올랐다.
이 영화는 NBC에서 두 번 같은 이름으로 텔레비전 시리즈화되었다. 1990년에 나온 시트콤은 1 시즌만에 종영했으나 2010년에 방송을 시작한 시리즈는 2015년까지 6 시즌이 이어졌다.

## 줄거리
영화는 프랭크의 네 자녀들이 각자 자식을 낳아 기르며 희노애락을 겪는 과정을 그린다.
장남 길은 세인트루이스 영업 담당 이사로 사내 권력 다툼에 치여 골치를 썩는다. 큰아들 케빈이 심리 상담을 권고 받자 길은 부모로서 자격 미달인 자신 때문이 아닌가 고민한다. 거기에다가 아내 캐런이 계획에 없던 넷째를 임신하자 길은 자신이 양육비를 벌기 위해 일벌레가 되어 자신이 경멸해온 아버지 프랭크처럼 자녀들을 등한시하게 되는 게 아닌가 걱정한다. 길은 이에 관해 프랭크와 대화를 나누며 프랭크와 일종의 화해를 하게 된다.
장녀 헬렌은 은행 지점장이며 딸 줄리와 아들 개리를 혼자 키우고 있다. 부유한 치과 의사 전남편은 최소한의 양육비만 지불하고 자녀들을 없는 존재 취급하면서 새로 꾸린 가정에만 집중한다. 똑똑한 줄리는 SAT 성적까지 좋지만 못미더운 남자친구 토드와 결혼하고 임신한다. 그러나 토드는 뜻밖에도 외톨이인 사춘기 개리와 잘 놀아주고 고민을 들어주며 예비 아버지로서 자질을 보인다. 헬렌은 개리의 과학 교사인 조지에게서 데이트 신청을 받고, 조지는 개리에게 아버지 같은 존재가 되어준다.
막내 수전은 중학교 교사로 일하며 아이를 더 낳고 싶어하지만 연구원인 남편 네이선은 조숙한 딸 패티의 인지 발달에만 관심을 보인다. 결국 수전은 자신의 말을 귀기울여 듣지 않는 네이선을 떠난다. 하지만 네이선은 수전이 수업 중인 교실로 찾아와 학생들 앞에서 노래를 불러 구애를 하고, 마음이 누그러진 수전은 네이선과 재결합한다.
셋째 래리는 집안의 말썽꾼이지만 프랭크의 편애를 받는다. 래리는 라스베이거스 쇼걸과 하룻밤 관계로 얻은 혼혈 아들 쿨을 데리고 나타나 프랭크에게 충격을 안기더니 도박빚을 갚을 돈을 빌리려고 한다. 프랭크는 래리에게 가업을 가르쳐 자신의 뒤를 잇게 하려고 하지만 래리는 칠레에 일확천금의 기회가 있다며 쿨을 맡기고 떠나 버린다. 프랭크는 래리가 다시는 돌아오지 않을 것을 알면서도 그냥 보내준다.
영화는 딸을 낳은 헬렌을 보기 위해 래리를 제외한 3대가 전부 병실에 모인 화기애애한 장면으로 끝을 맺는다.

## 출연진
- 스티브 마틴 - 길 버크먼 역
  - 맥스 엘리엇 슬레이드 - 길 아역
- 메리 스틴버전 - 캐런 버크먼 역
- 다이앤 위스트 - 헬렌 버크먼 역
- 제이슨 로바즈 - 프랭크 버크먼 역
- 릭 머래니스 - 네이선 허프너 역
- 톰 훌스 - 래리 역
- 마사 플림프턴 - 줄리 역
- 키아누 리브스 - 토드 역
- 할리 제인 코잭 - 수전 역
- 데니스 두건 - 데이비드 브로드스키 역
- 리프 피닉스[6] - 개리 역
- 제이슨 피셔 - 케빈 역
- 폴 링크 - 조지 보먼 역
- 앨리슨 포터 - 테일러 역
- 클린트 하워드 - 루 역